# Ayaka Wada
Ayaka Wada (和田 彩花 Wada Ayaka?,  Prefectura de Gunma, Japón, 1 de agosto de 1994) es una cantante, bailarina, actriz y ídol japonesa. Wada es principalmente conocida por haber sido una de las 4 integrantes fundadoras y la primera líder de ANGERME (anteriormente S/mileage), así como la sexto exlíder de Hello! Project. 
Inicialmente se unió a Hello! Project en 2004 como miembro fundador de Hello Pro Egg, y luego participó en Shugo Chara Egg! en 2008 antes de debutar como miembro y líder de S/mileage en 2009. Se convirtió en la líder de Hello! Project después de la disolución de °C-ute (Porque después de la graduación de Sayumi Michishige, Maimi Yajima se convirtió en la líder hasta la disolución de °C-ute). Se graduó de Angerme y Hello! Project el 18 de junio del 2019

## Biografía

### 2004 - 2005
Wada se unió a Hello! Project como miembro de Hello! Pro Egg en junio de 2004, ella paso las audiciones junto a otras 32 niñas. El propósito era preparar chicas jóvenes para su debut en el mundo del entretenimiento, Wada recibió clases gratis de baile y canto junto con las demás Eggs.

### 2006
Wada continuó su entrenamiento y apareció en numerosos conciertos de Hello! Project como bailarina de respaldo, incluyendo el concierto de Country Musume "Country Musume LIVE2006 ~Shibuya des Date~".

### 2007
En noviembre de 2007 Wada recibió un papel en el musical "Reverse! ~Watashi no karada doko desu ka?". Wada también formó parte en un show de televisión, "Chao.TV" (2007/09/02).

### 2008
Wada fue seleccionada para ser una de las cuatro miembros para una nueva unidad de Hello! Pro Egg junto con Maeda Yuuka, Fukuda Kanon y Saho Akari. El grupo fue llamado Shugo Chara Egg! Y fue formado para grabar los openings para el anime para el que Buono! cantaba, Shugo Chara!. El grupo tuvo 2 singles hasta la fecha.

### 2009
Wada, junto con Yuuka Maeda, Kanon Fukuda y Saki Ogawa se anunció en el blog de Tsunku un nuevo grupo llamado S/mileage. Wada y el resto de S/mileage se graduán de Hello! Pro Egg en el concierto de primavera en 2010. Ayaka y el original Shugo Chara Egg! Estaban en Shugo Chara! el Musical!. Ella y Akari Saho ambas hacían de estudiantes, X-characters y X-eggs. Yuuka y Kanon hacían de Amu Hinamori (Yuuka) y Nadeshiko Fujisaki (Kanon).

### 2010
Fue anunciado que Ayaka, Yuuka, Kanon, y Saki iban a graduarse a completos miembros en mayo. Ayaka, Yuuka, y Kanon se hicieron miembros de una nueva unidad llamada Lilpri para el anime Hime Chen! Otogi Chikku Idol Lilpri en el que las tres chicas hicieron las voces de los personajes. Ayaka es también regular en el show de TV llamado Go! Bungee Police con Mari Yaguchi.

### 2011
El 25 de febrero, Wada lanzó su primer photobook en solitario titulado Wada Ayaka 16.
El 9 de agosto, Wada se asoció con Japan Press Network 47 News como columnista. Su columna, "Art Mileage", incluía artículos sobre sus visitas a museos en Japón. La columna estuvo abierta hasta el 17 de noviembre con 10 artículos en total.

### 2012
El 15 de febrero lanzó su segundo photobook en solitario llamado, Aya aya.
El 20 de julio, se anunció que Wada y Riho Sayashi fueron elegidos para formar el dúo Peaberry. La unidad lanzó un sencillo indie, titulado "Cabbage Hakusho / Forest Time" (con Harvest), el 7 de noviembre.
El 23 de septiembre, Wada se torció el tobillo derecho durante su concierto S/mileage Live Tour 2012 Aki ~Choi Kawa Banchou~ en Osaka. estuvo descansando por 2 a 3 semanas para curarse.

### 2013
El 27 de febrero, un mook gravure especial titulado Graduation -Koukou Sotsugyou- con Wada y Suzuki Airi, en honor a sus graduaciones de secundaria, fue lanzado.
El 12 de febrero, se anunció que Wada participaría en una obra de teatro titulada Moshimo Kokumin ga Shusho o Erandara. Hubo once proyecciones, que se desarrolló del 24 al 30 de abril.
El 18 de marzo, Wada tuvo su última aparición en Test no Hanamichi.
El 20 de marzo, se anunció en un evento que Wada y Fukuda Kanon compartirán un photobook sobre sus últimos momentos en la escuela secundaria. Está previsto que se publique en abril.
A partir del 27 de septiembre de 2013, Wada se asoció con PHP Biz Online Shuchi como columnista. Su columna, "Otome no Kaiga Annai" (乙 女 の 絵 画 案 内), consistía en artículos de revisión sobre pinturas occidentales antiguas y se compiló como un libro.

### 2014
El 14 de marzo, Wada publicó su primer libro de apreciación del arte, Otome no Kaiga Annai.
A partir del 26 de junio, Wada comenzó a escribir una columna de arte para asianbeat titulada "Ayaka Wada (ANGERME) presenta 'Ukiyo-e'". La columna concluyó el 23 de abril de 2015 con 10 artículos.
El 1 de septiembre, Wada celebró su vigésimo cumpleaños. Tuvo un evento de cumpleaños especial, titulado, S/mileage ~Wada Ayaka Birthday Event 2014~. El evento contó con dos actuaciones en Tokio.

### 2015
El 2 de febrero, se anunció que Wada Ayaka junto con Fukuda Kanon fueron elegidos como modelos plus para la edición de este mes de H!P Digital Books.
El 25 de marzo, Wada fue anunciada como nueva Charge Girl en el programa matutino de TV Tokyo, Charge 730 !, que aparece todos los jueves.
El 27 de julio, se anunció que el libro de Wada Otome no Kaiga Annai también se publicaría en chino tradicional como Shao Nu De Ming Hua Dao Lan.
El 3 de agosto, Wada celebró su 21 cumpleaños. Tuvo un evento de cumpleaños especial, titulado,ANGERME Wada Ayaka Birthday Event 2015. El evento contó con dos actuaciones en Tokio.
El 24 de septiembre, Wada se graduó como Charge Girl en el programa matutino Charge 730 !.

### 2016
El 10 de febrero, Wada anunció que su segundo libro de apreciación del arte, Bijutsu de Meguru Nippon Saihakken ~ Ukiyo-e ・ Nihonga Kara Butsuzo Made ~, se publicaría el 12 de marzo.
El 1 de agosto, Wada celebró su cumpleaños número 22 en un evento de club de fanes, titulado,ANGERME Wada Ayaka Birthday Event 2016,que contó con dos actuaciones en Yamano Hall.
El 31 de diciembre en el,Hello! Project COUNTDOWN PARTY 2016 ~GOOD BYE & HELLO!~, se anunció que Wada sucedería a Maimi Yajima como la sexta líder de Hello! Project con Mizuki Fukumura como sub líder desde junio de 2017

### 2017
El 26 de febrero, Wada participó como curador de un día de un curso de comentario en la Exposición del Período Sengoku en el Museo de Kioto.
El 12 de junio participó en el ℃-ute Last Concert in Saitama Super Arena ~Thank you team ℃-ute~  con Angerme como acto de apertura junto con los otros grupos de Hello! Project. A partir de este día, Ayaka se convierte en la líder del conglomerado.
En 1 de agosto celebró su cumpleaños N°23 en un evento del club de fanes titulado ANGERME Wada Ayaka Birthday Event 2017. Contó con 2 actuaciones en Yamano Hall

### 2018
El 4 de abril, se anunció que Ayaka se graduaría de ANGERME y de Hello! Project en la fecha final de la gira de conciertos de primavera del siguiente año.

### 2019
El 18 de junio, Ayaka se gradúa de Angerme y de Hello! Project en el concierto final de la gira de primavera del grupo  Hello Pro Premium ANGERME 2019 Haru Final Wada Ayaka Sotsugyou Especial Rinnetenshou ~ Aru Toki Umareta Ai no Teishou ~, siendo la última integrante fundadora del grupo en graduarse, cediendo el liderazgo de ANGERME a Akari Takeuchi y de Hello! Project a Mizuki Fukumura de Morning Musume  En una entrevista posterior al concierto, Wada declaró que se tomaría un breve descanso de los escenarios para concentrarse en completar su tesis de maestría. 
El 1 de agosto, Wada empezó sus actividades en solitario, abriendo un sitio web oficial, un canal de YouTube y varias cuentas de redes sociales. 
El 28 de septiembre, apareció como modelo en el Rakuten GirlsAward 2019 OTOÑO/INVIERNO en Makuhari Messe.
El 30 de septiembre, compartió en Twitter que firmó una petición en change.org protestando por la cancelación por parte del gobierno de los subsidios que estaban programados para la Trienal de Aichi 2019. La parte cancelada de la exposición en cuestión trata específicamente de la historia de la censura del arte en Japón y contiene obras que critican el papel de Japón en la Segunda Guerra Mundial.
El 5 de octubre, se lanzó el libro de fotografías Hello Tsu PHOTOBOOK①, que incluye un huecograbado de Wada que se publicó originalmente en una edición de septiembre de 2018 de Weekly Famitsu.
El 9 de octubre, lanzó un vídeo musical para una canción en solitario llamada "Une idole", que está parcialmente en francés, y ella misma escribió la letra, marcando su debut en esta área.
El 20 de octubre, Wada apareció en el festival cultural NEWTOWN 2019, donde realizó una lectura de poesía y tuvo su primera actuación como solista. Debutó una nueva canción bajo el título provisional "Kono Kimochi no Yukusaki ni".
El 23 de octubre, Wada y el letrista Ameko Kodama comenzaron a presentar juntos un SHOWROOM en vivo bimensual, titulado Wada Ayaka to Kodama Ameko no Zangeshitsu.

### 2020
El 24 de febrero realizó la primera parada de su primera gira en solitario, titulada Wada Ayaka Live Tour Mae 2021 ―Kono Kimochi no Saki ni Aru Mono wa Nani?―. El 4 de marzo se anunció que las paradas restantes de su gira en vivo serían canceladas considerando una nueva política establecida por el gobierno para prevenir la propagación de COVID-19.
El 13 de marzo, todos los artistas de YU-M Entertainment colaboraron para un programa de televisión de 25 horas de duración transmitido a través de NicoNico Live Broadcast titulado 25jikanhan Television ~Idol to Mirai e Mukau Basho~.El 14 de marzo, después de la conclusión de programa, YU-M Entertainment anunció un proyecto de financiación colectiva para ayudar a invertir en el futuro de sus artistas para compensar los eventos pospuestos o cancelados debido a la pandemia de COVID-19.
El 10 de junio, se unió al Proyecto #NoBagForMe 2020, donde mujeres debaten sobre hábitos saludables para la menstruación y el tabú social de hablar del tema.
Para compensar las paradas canceladas de su primera gira en solitario en vivo, realizó un concierto sin audiencia, que se transmitió en línea y de manera gratuita.
El 2 de octubre, en honor al TOKYO IDOL FESTIVAL Online 2020, QJWeb publicó una entrevista con Ayaka y Honmono Mikity, un idol masculino conocido por formar parte de la comunidad LGBT. A lo largo de la entrevista, los dos hablaron sobre su sexualidad y cómo es ser gay y al mismo tiempo ser idol.
A partir del 4 de octubre fue curadora del Museo Charadachi -MoCA-, un museo virtual en un programa de educación emocional que expuso a niños y adultos al arte, la música y diversos personajes.
El 19 de octubre, colaboró con Minori Suzuki en un evento en línea donde discutieron las posibilidades y limitaciones del feminismo y formas en que las personas pueden vivir libremente como miembros de la comunidad LGBTQ+.
Forbes Japón, el 21 de octubre, publicó un artículo con una entrevista con Wada, revelando que había sido elegida para su grupo de jóvenes emprendedores 30 UNDER 30 2020.

## Perfil
- Nombre: Wada Ayaka (和田彩花)
- Alias: Dawa (oficial), Ayacho y por los fanes: beauty-chan
- Fecha de nacimiento: 08/01/1994
- Altura: 155 cm
- Lugar de nacimiento: Prefectura de Gunma
- Tipo de sangre: A
- Hello! Project:
- junio de 2004: Hello! Pro Egg
- 04/04/2009: S/mileage
- Aficiones: colección de accesorios brillantes, ver y comprar ropa y colección de sombreros y cinturones
- Cosas que le gustan: Las cerezas, fresas, frambuesas, uvas, ropa, cinturones, sombreros y adornos
- Colores favoritos: rosa, morado y negro
- Lo que no le gusta: las orugas verdes, programas de televisión con Personajes de miedo
- Admira a: Mari Yaguchi
- Grupos de Hello! Project:
  - Hello! Pro Egg (2004-2010)
  - Shugo Chara Egg! (2008-2009)
  - S/mileage/ANGERME (2009-2019)
  - Lilpri (2010-2011)
  - ZYX-a (2009-2011)

## Singles en los que ha participado

### S/mileage
1. aMa no Jaku (2009)
2. Asu wa Date na no ni, Imasugu Koe ga Kikitai (2009)
3. Suki-chan (2009)
4. Otona ni Narutte Muzukashii!!! (2009)
5. Yume miru fifteen (2009)
6. ○○ Ganbaranakutemo Eenende!! (2009)
7. Onaji Jikyuu de Hataraku Tomodachi no Bijin Mama (2010)
8. Short Cut (2010)
9. Koi ni Booing Buu! (2011)
10. Uchouten LOVE (2011)
11. Tachiagirl (2011)
12. Please Miniskirt Postwoman! (2011)
13. Choto Mate Kudasai! (2012)
14. Dot Bikini (2012)
15. Suki yo, Junjou Hankouki. (2012)
16. Samui ne. (2012)
17. Tabidachi no Haru ga Kita (2013)
18. Atarashii Watashi ni Nare! / Yattaruchan (2013)
19. Ee ka!? / "Ii Yatsu" (2013)
20. Mystery Night! / Eighteen Emotion (2014)
21. Aa Susukino / Chikyuu wa Kyou mo Ai wo Hagukumu (2014)

### ANGERME
1. Taiki Bansei / Otome no Gyakushuu (2015)
2. Nana Korobi Ya Oki / Gashin Shoutan / Mahou Tsukai Sally (2015)
3. Desugita Kui wa Utarenai / Dondengaeshi / Watashi (2015)
4. Tsugitsugi Zokuzoku / Itoshima Distance / Koi Nara Tokku ni Hajimatteru (2016)
5. Umaku Ienai / Ai no Tame Kyou Made Shinka Shite Kita Ningen Ai no Tame Subete Taika Shite Kita Ningen / Wasurete Ageru (2016)
6. Ai Sae Areba Nanni mo Iranai / Namida Iro no Ketsui / Majokko Megu-chan (2017)
7. Nakenai ze・・・Kyoukan Sagi / Uraha=Lover / Kimi Dake ja nai sa...friends (2018 Acoustic Ver.) (2018)
8. Tade Kuu Mushi mo Like it! / 46okunen LOVE (2018)
9. Koi wa Accha Accha / Yumemita Fifteen (2019)

### Mano Erina
Hajimete no Keiken
Sekai wa Summer Party
Kono Mune no Tokimeki wo
LOVE

### Shugo Chara Egg!
Minna no Tamago
Shugo! Shugo!

### Lilpri
Little Princess
Idolulu

### Mobekimasu
Busu ni Naranai Tetsugaku

### Bekimasu
Makeruna Wasshoi!

## Curiosidades
- Come pan por la mañana.
- Su lugar favorito es su habitación.
- Tiene un gato llamado Toranosuke y un perro llamado Cheese.
- Al principio no quería que entrarán nuevas miembros pero después lo aceptó y les dio la bienvenida.
- Ayaka apareció como bailarina trasera en el PV de Mano Erina "Hajimete no Keiken".

## Photobooks
Wada Ayaka 16 (和田彩花 16) Fecha: 25 de febrero de 2011